# DiesOtto
DiesOtto, de Mercedes-Benz, es el nombre de un prototipo de motor de combustión interna de tipo HCCI (Mezcla Pobre Homogénea y Encendido por Compresión, del inglés Homogeneous Charge Compression Ignition) para automóviles. Dispone de características de motor diésel a la vez que de motor de ciclo Otto con empleo de gasolina convencional como combustible. Su nombre es un acrónimo de 'Diesel' y 'Otto', en referencia a dichos tipos de motor y cuyos nombres corresponden a los apellidos de los inventores de cada uno de ellos: Rudolf Diesel y Nikolaus August Otto.

## Características del motor
El motor presentado por Mercedes-Benz tiene una disposición de cuatro cilindros en línea y una cilindrada de 1,8 L. Desarrolla 238 CV de potencia máxima y un par motor máximo de 400Nm, aunque Mercedes-Benz no especifica a qué régimen de giro lo hace. El valor de par depende de la presión media efectiva, que llega a 27,9 bar, por encima de la mayoría de motores Diesel.
Además de sus características como motor HCCI, incorpora inyección directa (enlace roto disponible en Internet Archive; véase el historial, la primera versión y la última)., doble turbocompresor en serie (el primero para regímenes bajos y medios, el segundo para carga máxima) y distribución de válvulas variable. Dispone de un módulo eléctrico de 20 CV para accionar el sistema de arranque y parada automática y realizar las funciones de motor de arranque y alternador.
Su relación de compresión es variable, lo que es adecuado para que el encendido funcione en ocasiones por chispa y en otras lo haga por compresión. Cuando la carga y el régimen de giro son bajos, el motor funciona como un Diesel. Al superar unos valores de carga y de régimen de giro, funciona como un gasolina convencional.

## Prestaciones y rendimiento
Mercedes-Benz mostró este motor en una versión especial del Clase S Archivado el 4 de septiembre de 2008 en Wayback Machine. del año 2007. El coche logró una aceleración de 0 a 100 km/h en 7,5 s y una velocidad máxima de 200 km/h. Se registró un consumo de 5,3 L a los 100 km (ciclo mixto), lo que equivale a unas emisiones de 127 g de CO2 (ciclo mixto) por kilómetro, muy por debajo de cualquier motor diésel de similar potencia.
Al funcionar como motor HCCI, no emite partículas porque la mezcla es homogénea y la emisión de óxidos de nitrógeno es muy reducida. Esto último es así porque se reaspira un gran volumen de gases de escape, lo que produce una atmósfera muy poco oxidante en la cámara, y porque la combustión es relativamente fría. En los motores HCCI, se reaspira entre un 40% y un 70% de los gases de escape.

## Aplicación
Para la presentación de este motor a la prensa, Mercedes-Benz dispuso un Clase S modificado. En el salón de Fráncfort de septiembre de 2007, se presentó un concept-car llamado Mercedes F700 Concept (enlace roto disponible en Internet Archive; véase el historial, la primera versión y la última). que también montaba un motor DiesOtto.
Mercedes-Benz aún no ha dado una fecha oficial para el lanzamiento al mercado de un vehículo equipado con este motor, aunque posiblemente sea ofrecido al público por primera vez en la nueva generación del Clase S.

## Alternativas
Volkswagen también ha desarrollado un motor de tipo HCCI, derivado del 1,6 L que montan diversos modelos del grupo VAG. Le denomina GCI, de Ignición por Compresión de Gasolina (del inglés Gasoline Compression Ignition). A diferencia del desarrollo de Mercedes-Benz, el de Volkswagen se centra en la tecnología HCCI y prescinde de otros elementos.

## Premios
El DiesOtto obtuvo el premio "Environment Grand Prize" ("Gran Premio de Medio Ambiente") durante la celebración del 23 Festival Automobile International de París.